# Papiria de assibus
La lex Papiria de assibus va ser una antiga llei romana proposada pel tribú de la plebs Gai Papiri Carbó, quan eren cònsols Luci Corneli Escipió Asiàtic el Vell i Gai Leli el 190 aC. Establia que un "as" que abans pesava una unça, reduís el pes a la meitat.